# 紹察恩山
47°56′19″N 14°28′37″E / 47.938692°N 14.476955°E

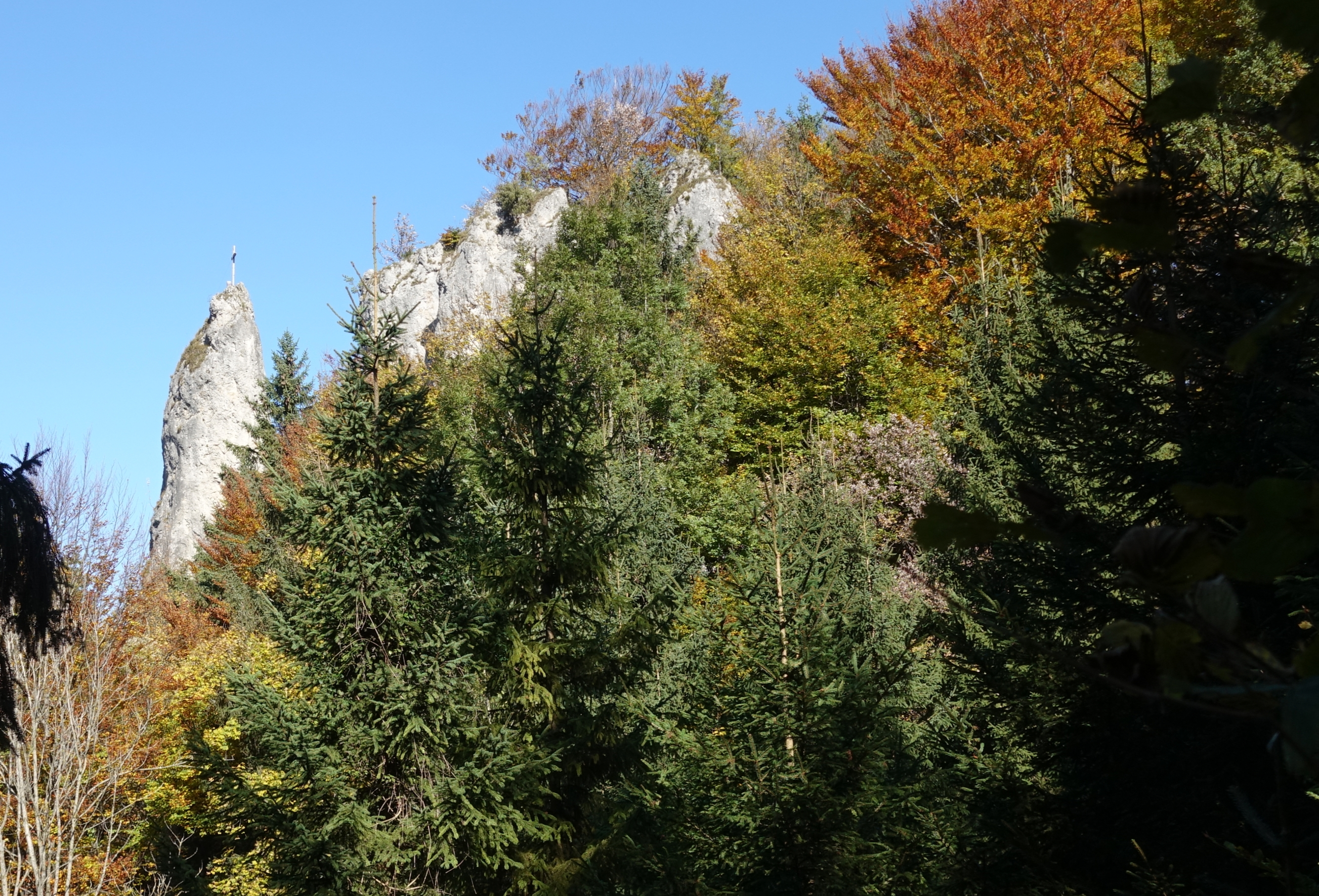

紹察恩山（德語：Sauzahn），是奧地利的山峰，位於該國北部，由上奧地利州負責管轄，屬於伊布斯阿爾卑斯山脈的一部分，處於勞薩境內，海拔高度770米。